# Nettersheim
Nettersheim ist eine Gemeinde im Kreis Euskirchen im Südwesten des Landes Nordrhein-Westfalen. Sie wurde am 1. Juli 1969 aufgrund des Gesetzes zur Neugliederung von Gemeinden im Landkreis Schleiden aus den bis dahin zum Teil selbständigen Gemeinden Bouderath, Buir, Engelgau, Frohngau, Holzmülheim, Marmagen, Nettersheim, Pesch, Roderath, Tondorf und Zingsheim gebildet.
Sitz der Gemeindeverwaltung ist Zingsheim. Die Gemeinde Nettersheim wurde 1990 von der Deutschen Umwelthilfe als Bundeshauptstadt des Naturschutzes ausgezeichnet und unterhält in Nettersheim das Naturzentrum Nettersheim und das Holzkompetenzzentrum Nettersheim.

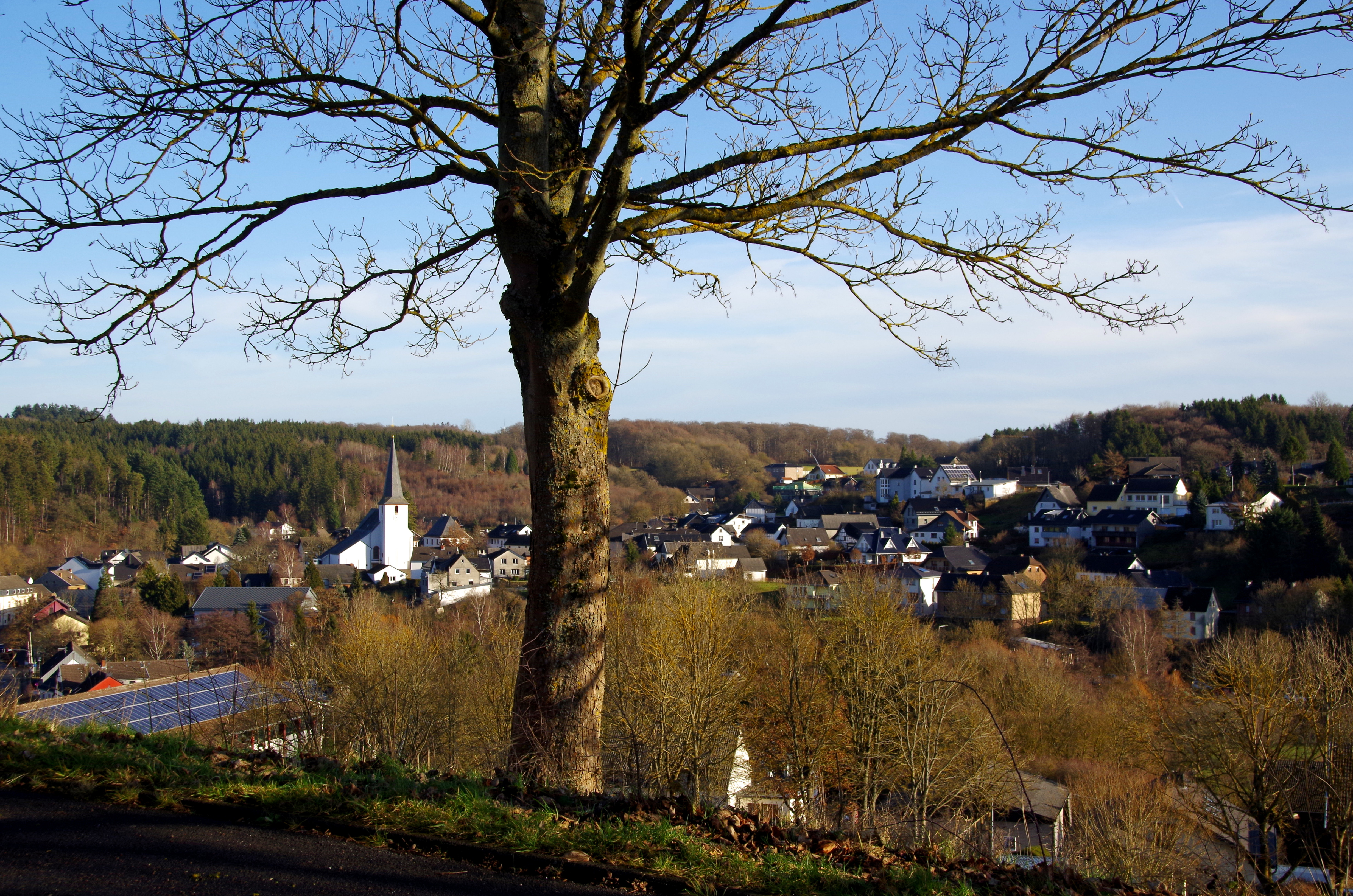
Blick vom Höhenweg auf Nettersheim

Bemerkenswert sind die vielen archäologischen Bodendenkmäler vor allem aus römischer Zeit, die sich in der Gemeinde und Gemarkung Nettersheim befinden.

## Geographie

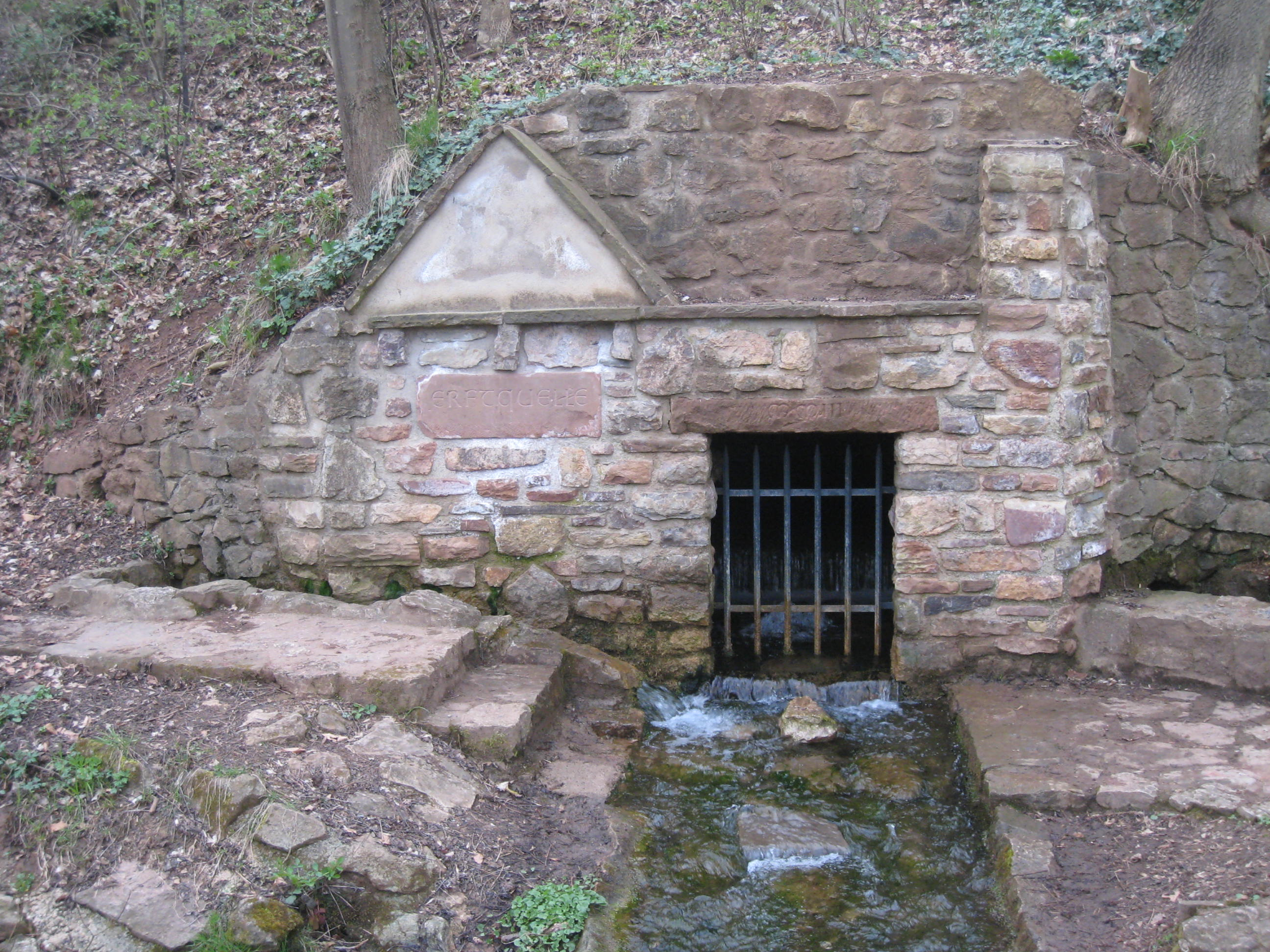
Erftquelle in Holzmülheim

Die Gemeinde Nettersheim liegt im Deutsch-Belgischen Naturpark Nordeifel. Köln und Aachen sind jeweils etwa 60 Kilometer entfernt, Trier liegt in etwa 100 Kilometer Entfernung.
Die zwei wichtigsten Flüsse, die die Gemeinde durchfließen, sind die Urft, in die im Ort Nettersheim der Genfbach mündet, und die Erft.
Vor allem die Urft mit ihren Nebentälern, die Erft und der Quartbach prägen mit ihren Tälern das Relief des Gemeindegebiets.
Die Erft entspringt im Ortsteil Holzmülheim.
Zum Gemeindegebiet gehören Teile der Sötenicher und Blankenheimer Kalkmulde, umgeben von Serien unterdevonischer Gesteine, insbesondere die so genannten Klerfer Schichten.
Nachbargemeinden sind Dahlem, Hellenthal, Kall, Mechernich, Bad Münstereifel, Hümmel und Blankenheim (Ahr).

### Gemeindegliederung

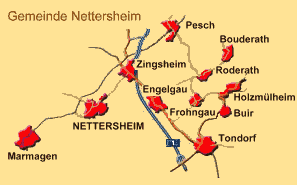
Ortsteile der Gemeinde Nettersheim

Die Gemeinde Nettersheim besteht aus den folgenden Ortsteilen:
- Bouderath
- Buir
- Engelgau
- Frohngau
- Holzmülheim
- Marmagen
- Nettersheim
- Pesch
- Roderath
- Tondorf
- Zingsheim

### Natur und Landschaft
Fast der gesamte Außenbereich des Gemeindegebiets besteht nach dem 2004 in Kraft getretenen Landschaftsplan aus Natur- und vor allem Landschaftsschutzgebieten.
Die Gemeinde verfügt über eine sehr artenreiche Pflanzenwelt.

## Archäologie
In der Gemeinde Nettersheim konnten sich in der verhältnismäßig weitgehend unangetasteten Landschaft bedeutende Bodendenkmäler vor allem aus römischer Zeit erhalten.
Die Quellfassung am Grünen Pütz, die Görresburg, der gallo-römische Umgangstempel in Zingsheim und die Villa rustica bei Roderath wurden seit 1975 so restauriert und rekonstruiert, dass für den interessierten Besucher die Funktion dieser aus den ersten Jahrhunderten nach der Zeitenwende stammenden Anlagen verständlich wird.
Außerdem hat man den vom Steinrütsch bis zur Görresburg reichenden Vicus zum Archäologischen Park ausgebaut: Am 18. Mai 2014 wurde er eröffnet. Zu ihm gehört die teilrekonstruierte Görresburg, und im Bereich Alte Gasse unterhalb der Görresburg sind einige Streifenhäuser sowie am Steinrütsch ein Kleinkastell angedeutet.

### Vorgeschichte
In der Gemarkung Weyer, die nördlich an die Gemeinde angrenzt, liegt der Kartstein, an dem viele steinzeitliche Funde gemacht wurden. So hielten sich beispielsweise Jäger der Ahrensburger Kultur an der Kakushöhle auf, jagten aber vermutlich auch in der Gemarkung Zingsheim an der Felsformation Rummerschlegel, wie 1972 von Löhr geborgene Funde nahelegen.
Auch die Gemarkung Nettersheim wurde in der Steinzeit von Menschen aufgesucht, wie der Fund von zwei Steinbeilen belegt.
Bereits in der Frühzeit lebten Menschen als Jäger und Sammler auf dem Gebiet der Gemeinde Nettersheim. Erste Spuren des Menschen aus der Endphase der Altsteinzeit (vor ca. 10.000 Jahren) wurden auf einer Anhöhe nördlich von Holzmülheim in Form von Feuerstein-Artefakten gefunden. Außerdem fanden sich an derselben Fundstelle einige Artefakte, die nach Auswertung von Fachwissenschaftlern des Rheinischen Landesmuseums Bonn der Jungsteinzeit (ca. 5500/4500–2000 v. Chr.) zuzuordnen sind. Die Funde befinden sich in der Ausstellung des Naturzentrums in Nettersheim.
Der Bronzezeit wird eine 1938 nordöstlich von Tondorf gefundene Lanzenspitze zugeordnet.

### Römische Zeit

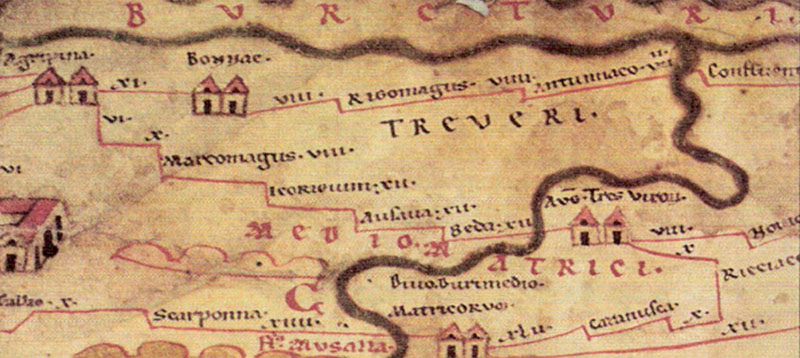
Ausschnitt aus der Tabula Peutingeriana mit dem an der Römerstraße Trier–Köln gelegenen Vicus Marcomagus

In der Gemarkung Nettersheim befinden sich zahlreiche archäologische Bodendenkmäler. So befindet sich einige Kilometer nördlich des alten Ortskerns im Urfttal am Grünen Pütz die am weitesten von Köln entfernte Quellfassung der römischen Eifelwasserleitung mit rekonstruierter Brunnenstube. Die Quellfassung und der daran anschließende Kanal bis zum Bahndamm sind heute wieder in Funktion gesetzt. Hinter dem Bahndamm, d. h. noch in der Talaue Grüner Pütz, wird das Wasser aber in die Urft geleitet.
Etwa einen Kilometer südlich des Ortes Nettersheim wird seit 2009 der römische Vicus archäologisch untersucht. Wahrscheinlich handelt es sich hierbei um den im Itinerarium Antonini erwähnten und in der Tabula Peutingeriana verzeichneten Vicus Marcomagus. Zu dem an der römischen Fernstraße Köln–Trier (Via Agrippa) gelegenen Vicus gehören auch die Görresburg, ein gallo-römischer Tempelbezirk, und der sogenannte Steinrütsch. Auf der Görresburg befand sich ein Tempelbezirk, in dem die Matronae Aufaniae verehrt wurden. Am Steinrütsch befinden sich u. a. Überreste eines Kleinkastells.
Der Ort liegt an der alten Römerstraße Trier–Neuss.
In der Gemarkung Nettersheim befinden sich an vielen Berghängen Ackerterrassen. Besonders ausgeprägt sind die Ackerterrassen unter anderem am Wellenberg in der Nähe des Steinrütsch. Durch die Nähe zu römischen Siedlungen wird der Beginn der Entwicklung dieser Nutzung in römischer Zeit vermutet. Eine solche Langstreifenflur stammt aber wohl insgesamt erst aus späterer Zeit.
Aber auch Überreste der römischen Fernstraße Trier–Köln, die die Gemarkung von Norden nach Süden durchlief, können erwandert werden:
- So führte die Fernstraße vom Haubachtal aus fast 2 km durch den Mürel, einen bewaldeten Geländerücken, zum Steinrütsch im Urfttal bei Nettersheim. Durch Fernerkundungsdaten, die mittels Airborne Laserscanning gewonnen wurden, konnte hier der Trassenverlauf visualisiert werden.[24]
- Innerhalb des Vicus war zwischen Görresburg und Steinrütsch eine 8 m breite Straße archäologisch nachweisbar.[25]
- Auf der Nettersheim-Marmagener Hochfläche ist zwischen Görresburg und Grünem Pütz auf Luftbildern und Orthofotos die römische Fernstraße als heller Streifen in den Äckern erkennbar.[26][3]
- An diesen Streifen schließt sich ein Steinriegel an (50°30'27" N; 6°36'47" O), der aus Lesesteinen besteht, die von den umliegenden Äckern stammten und auf der zum Pflügen ungeeigneten Trasse abgelegt wurden.[26]
- Auf einer heute wieder begehbaren Serpentine (50°30'40" N; 6°36'45" O) führt die Straße dann oberhalb des Grünen Pützes wieder ins Urfttal.[27]
- Die römische Fernstraße Trier–Köln durchquerte die Gemeinde aber auch noch auf einer anderen Trasse. Nachdem sie einige hundert Meter westlich des Grünen Pützes die Urft überquert hatte, verlief sie durch das Eichtertal – hier kann man Überreste der Trasse besichtigen – direkt über Marmagen zum Runden Stein (wahrscheinlich der Sockel eines römischen Meilensteins) bei Milzenhäuschen. Von da aus führte die Fernstraße weiter nach Schmidtheim, um sich bei den Heidenköpfen (Dahlemer Wald) mit der anderen über den Steinrütsch geführten Trasse zu vereinigen.[28]

Auch in den übrigen Gemarkungen der Gemeinde Nettersheim befinden sich Bodendenkmäler. Unter den Villae rusticae – das waren römische Gutshöfe – ist besonders die Villa rustica bei Roderath zu nennen, deren rekonstruierte Grundmauern (Hauptgebäude) heute touristisch erschlossen sind. Auch an der Ahekapelle soll sich vermutlich eine Villa rustica befunden haben.
Dass in der Gemeinde in römischer Zeit Eisenerz gewonnen wurde, belegen zwei wahrscheinlich schon von den Römern genutzte Pingenfelder in der Gemarkung Marmagen nahe Bahrhaus. Denn zwischen den Bergbaufeldern befand sich eine römische Siedlung.
Nahe Pesch befindet sich der aus der Römerzeit stammende Tempelbezirk Pesch. Er liegt aber strenggenommen knapp außerhalb des Gemeindegebiets in der Gemarkung Nöthen, die zur Stadt Bad Münstereifel gehört.
Die rekonstruierten Grundmauern eines kleinen gallorömischen Umgangstempels können auch in Zingsheim besichtigt werden. Der Tempel war vermutlich den Matronae Fachinehae geweiht und ist nur ein Teil eines noch nicht komplett untersuchten Heiligtums.

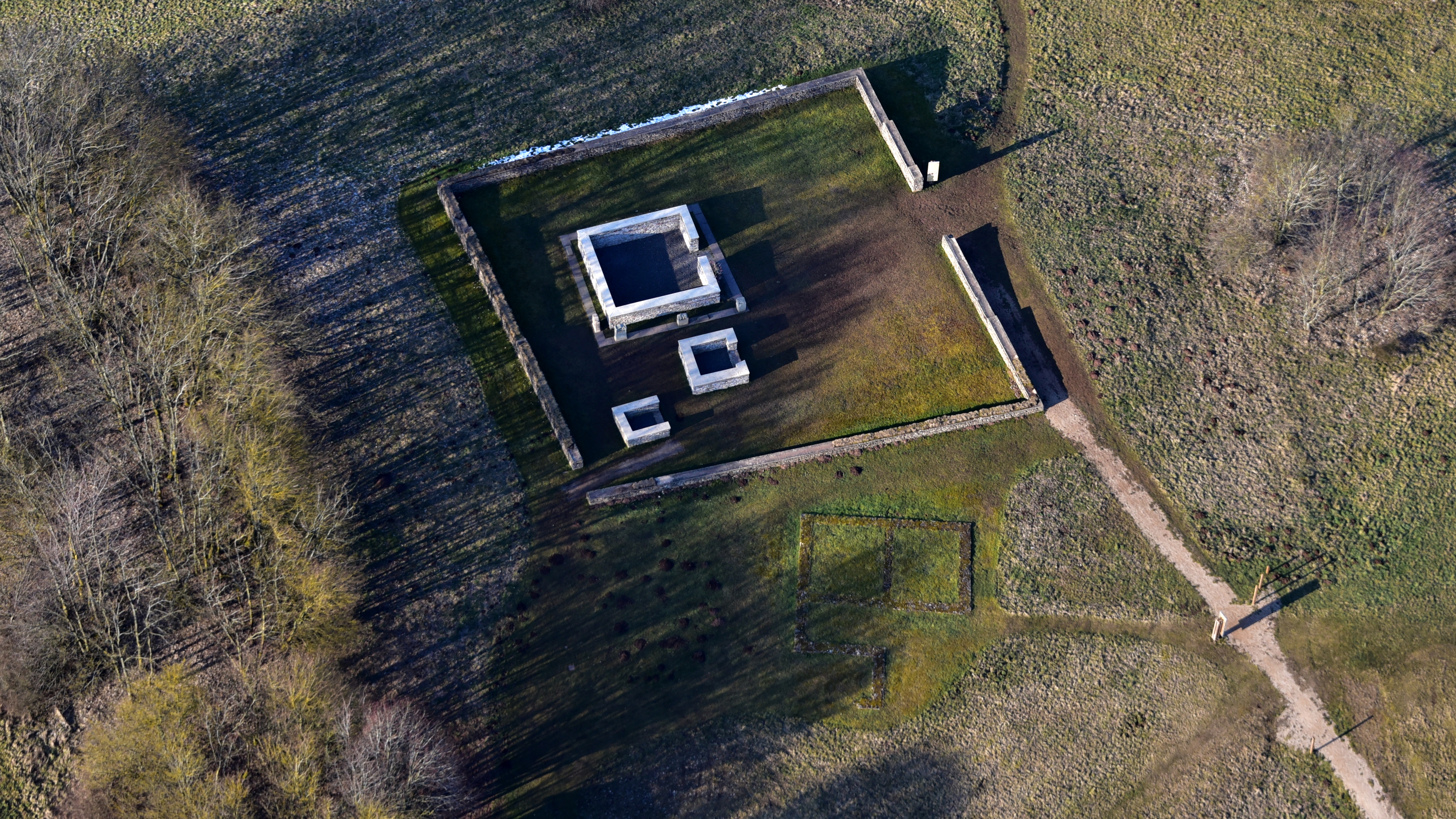
Gallo-römischer Tempelbezirk Görresburg
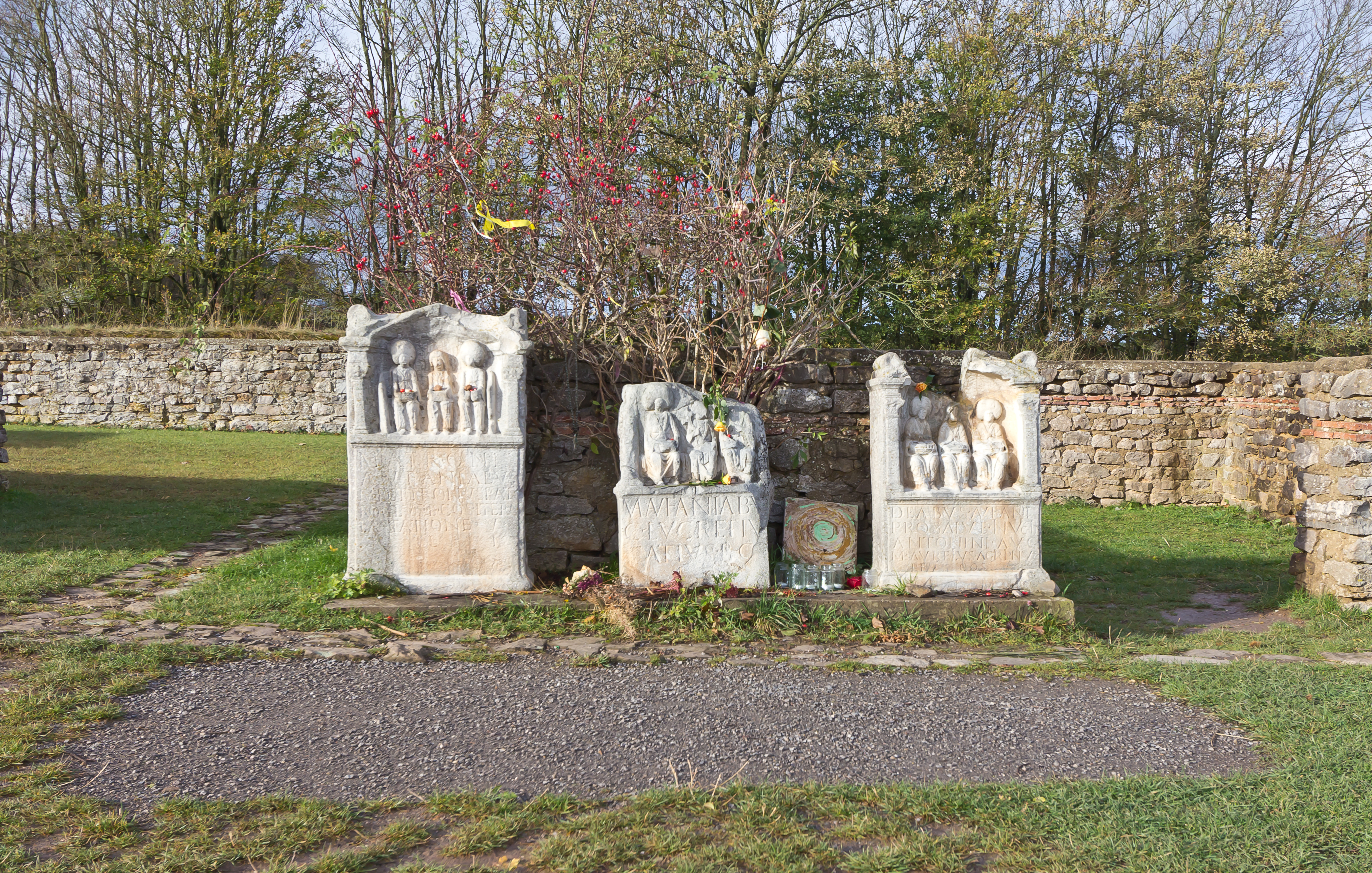
Kopien einiger in Görresburg gefundener Matronensteine
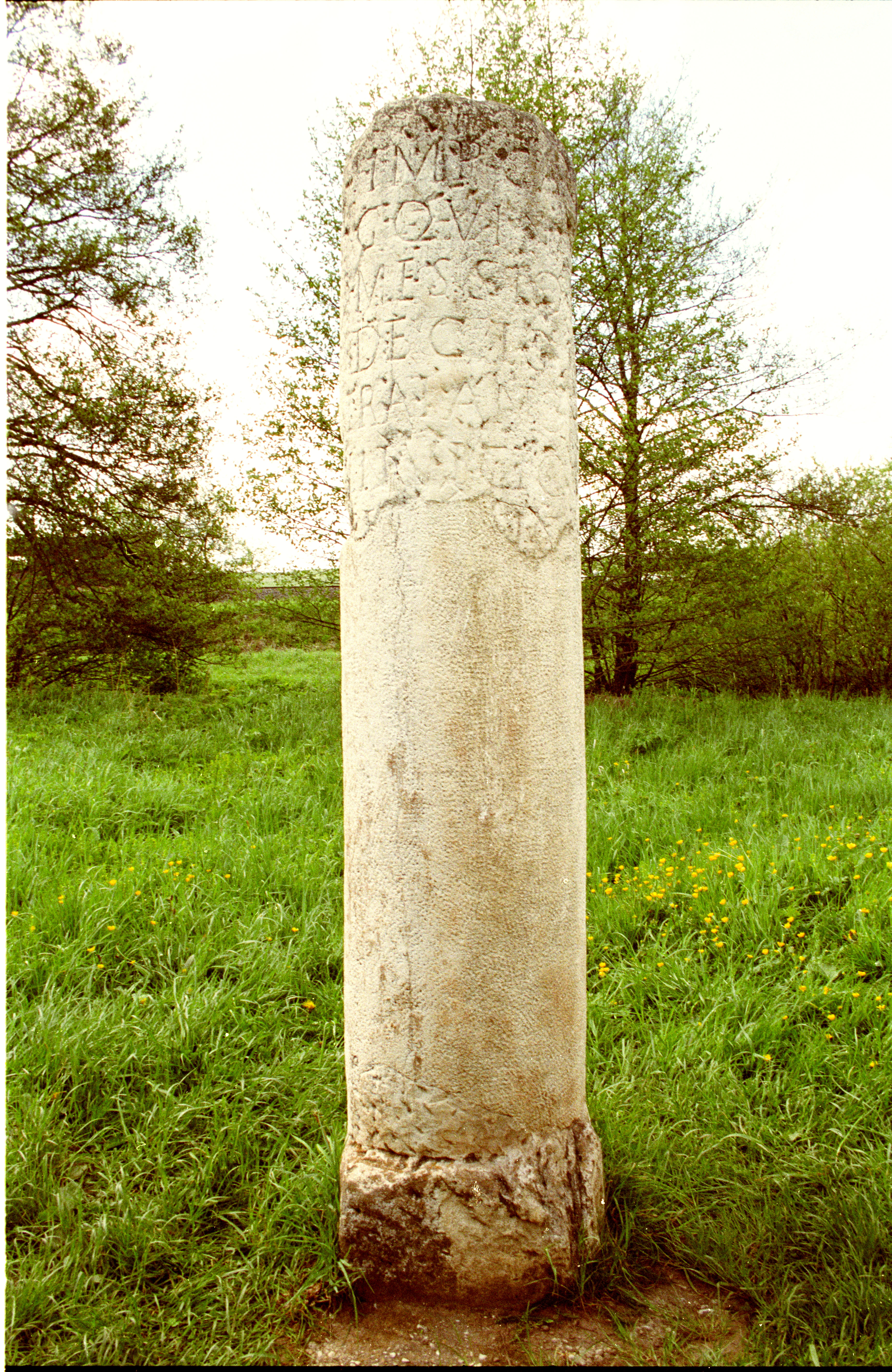
Kopie eines römischen Meilensteins, aufgestellt in der Nähe seines Fundortes am Steinrütsch
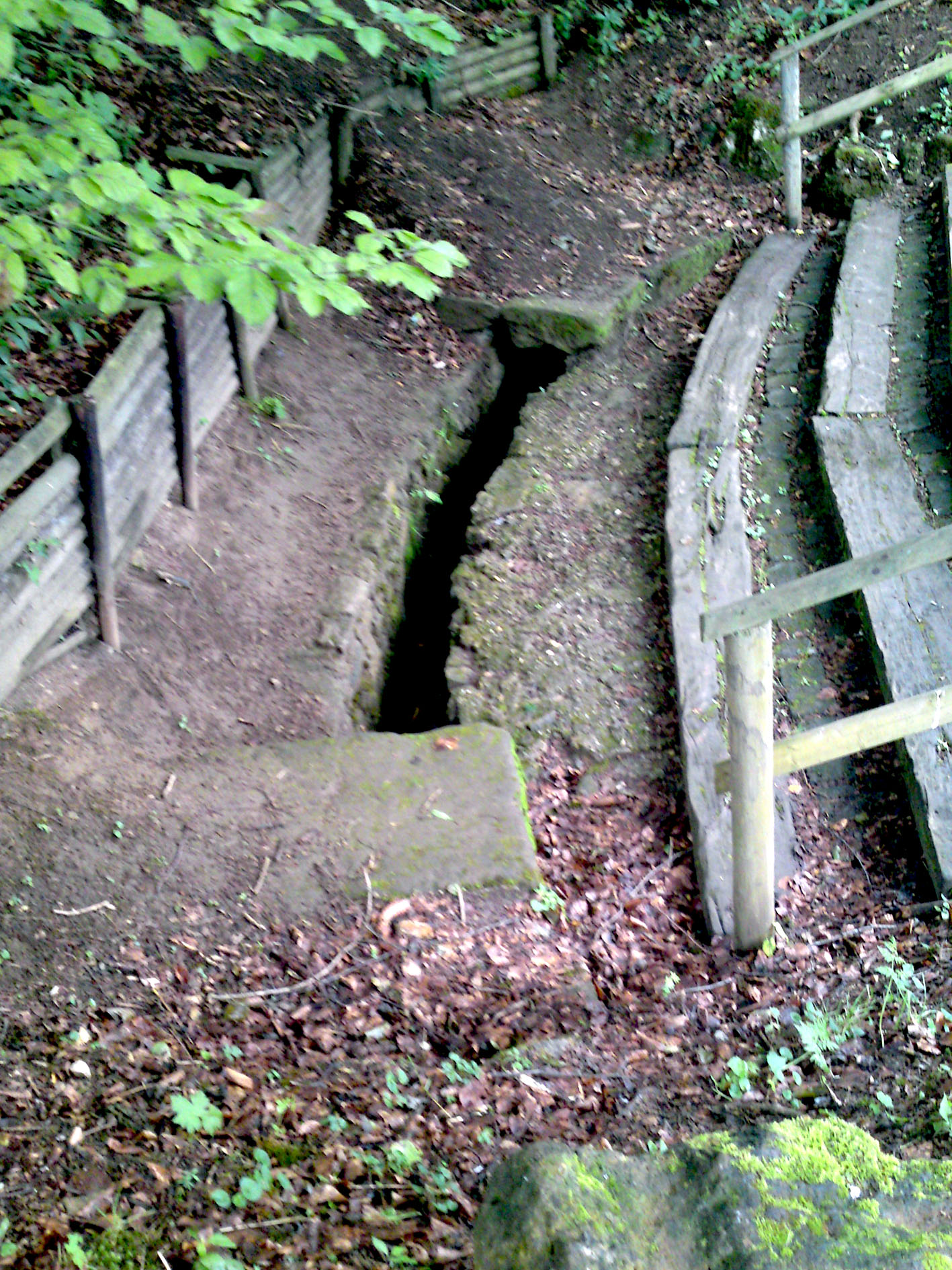
Touristisch erschlossenes Teilstück der Sickerleitung zur Brunnenstube am Grünen Pütz
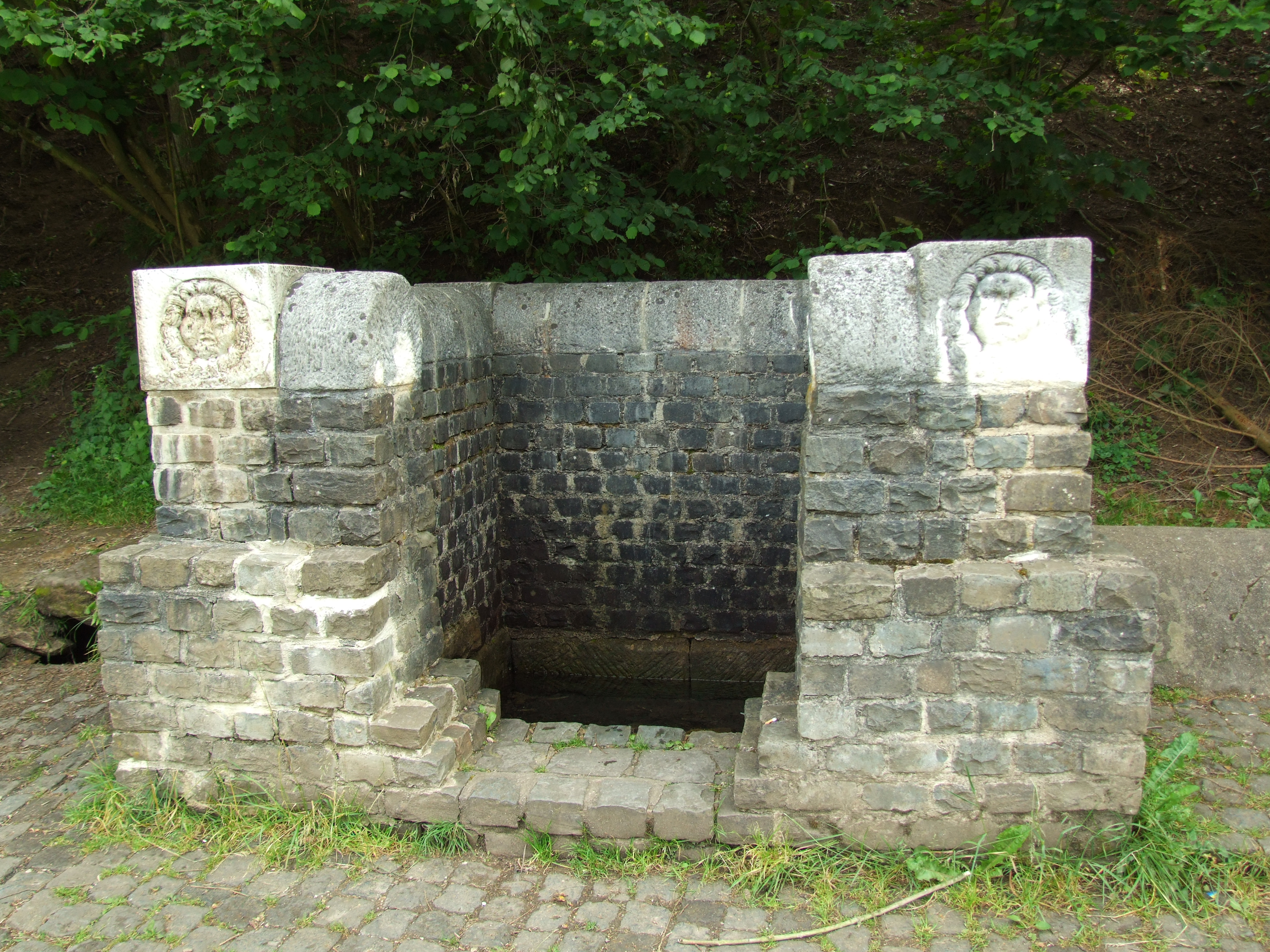
Die Brunnenstube am Grünen Pütz
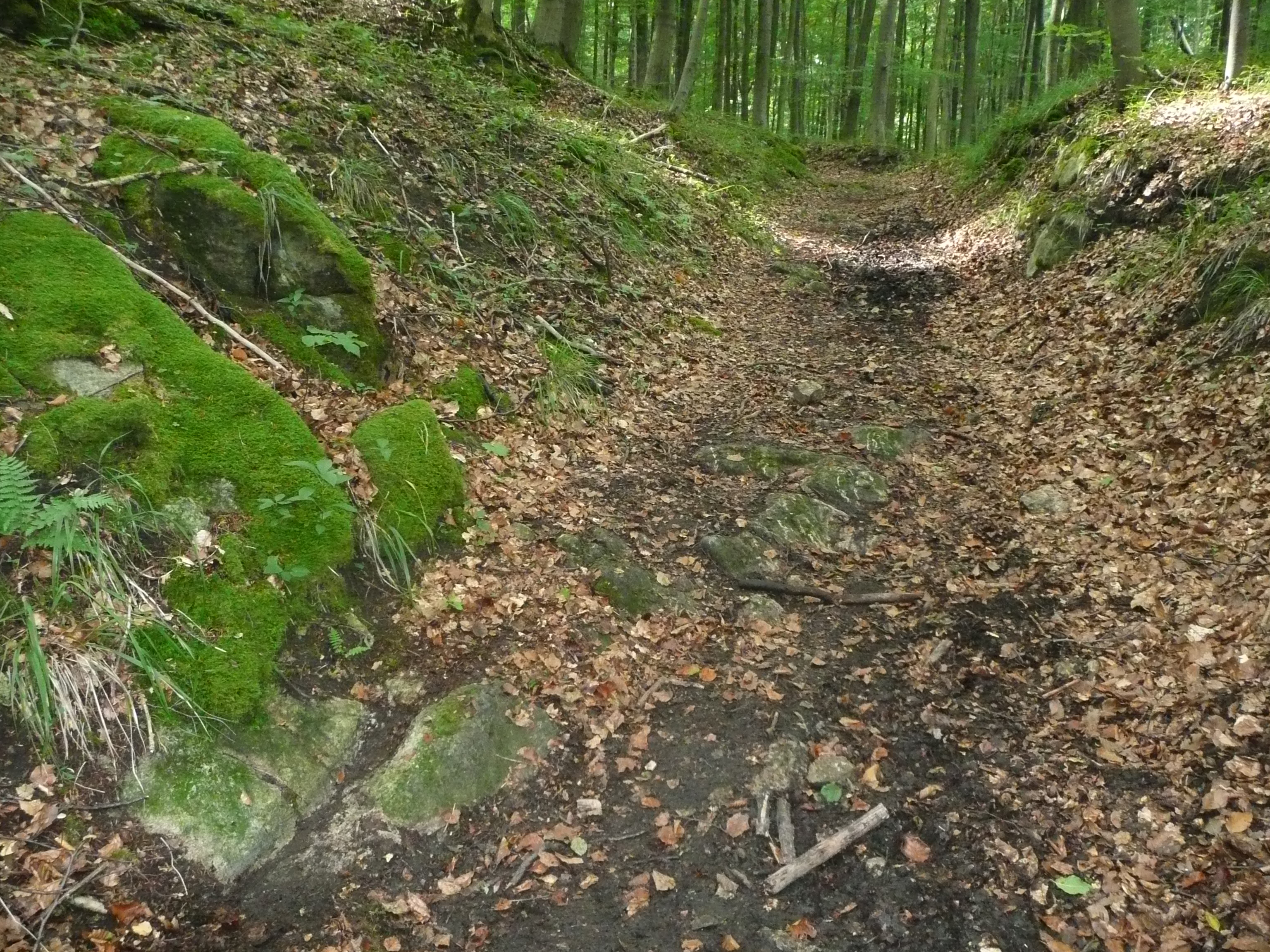
Serpentine der Römerstraße Trier–Köln im Hang des Urfttales bei Nettersheim oberhalb des Grünen Pützes
Im digitalen Geländemodell ist die Römerstraße Trier–Köln bei Nettersheim deutlich erkennbar.

### Franken
Von der Frankenzeit zeugen fränkische Gräberfelder auf dem Gemeindegebiet. So liegt in der Gemarkung Nettersheim ein fränkisches Gräberfeld im Bereich der Flur „Auf der Kaulen“.
Bisher sind aber noch keine frühmittelalterlichen Siedlungsreste in der Gemeinde Nettersheim entdeckt worden.

### Burgen
Im Ort Nettersheim gab es drei heute bekannte Burgen:
- Von der Alteburg ist außer zwei Hügeln im Gelände fast nichts mehr zu erkennen.[39]
- Die Burg Nettersheim in der Nähe der Mündung des Genfbachs in die Urft wurde im 19. Jahrhundert vollkommen abgetragen.[40]
- Von der Jüngeren Burg, die auch Dietrichsburg genannt wird, ist heute noch das Burghaus erhalten.[41]

## Pfarrkirche St. Martin
Die katholische Pfarrkirche St. Martin ist dem hl. Martin von Tours geweiht. Vielleicht gab es schon um 800 in der Nähe der heutigen Pfarrkirche auf dem alten Friedhof eine Kapelle, die dem Schutzheiligen des Frankenreiches Martin geweiht war.
Es ist aus dem Jahre 1536 überliefert, dass die Nettersheimer Kapelle zur Pfarre Zingsheim gehörte. Erst 1705 wurde Nettersheim selbständige Pfarre und die Kapelle Pfarrkirche. 1785 wurde der Bau einer neuen Kirche abgeschlossen. In den Jahren 1966 und 1968 wurde sie durch zwei Seitenschiffe erweitert und hat seitdem 400 Sitz- und 100 Stehplätze.
Ein Fenster der Kirche, das die Mantelteilung von Sankt Martin zeigt, diente als Vorlage für die deutsche Weihnachtsbriefmarke 2011 (Bund MiNr. 2895).

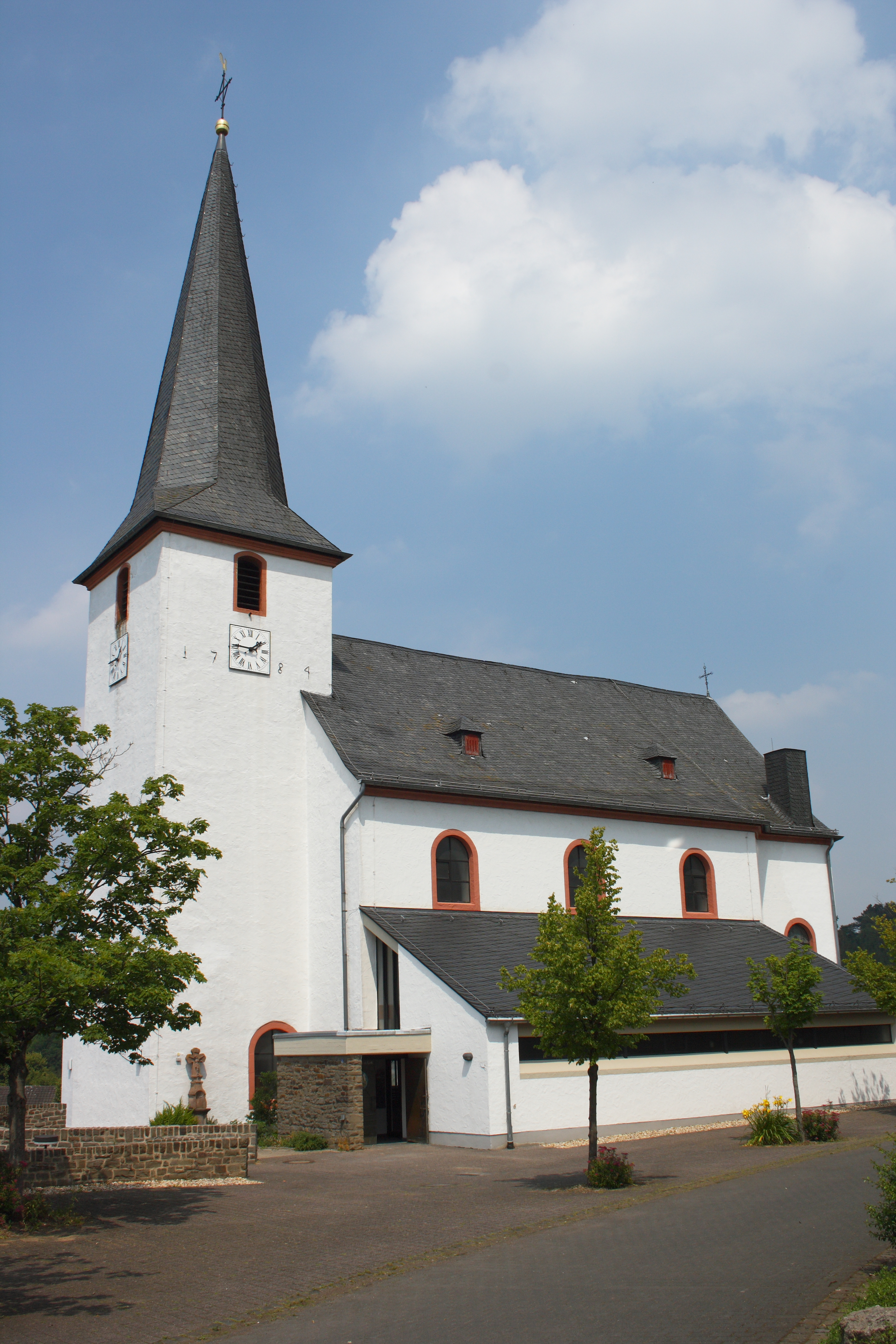
Pfarrkirche St. Martin
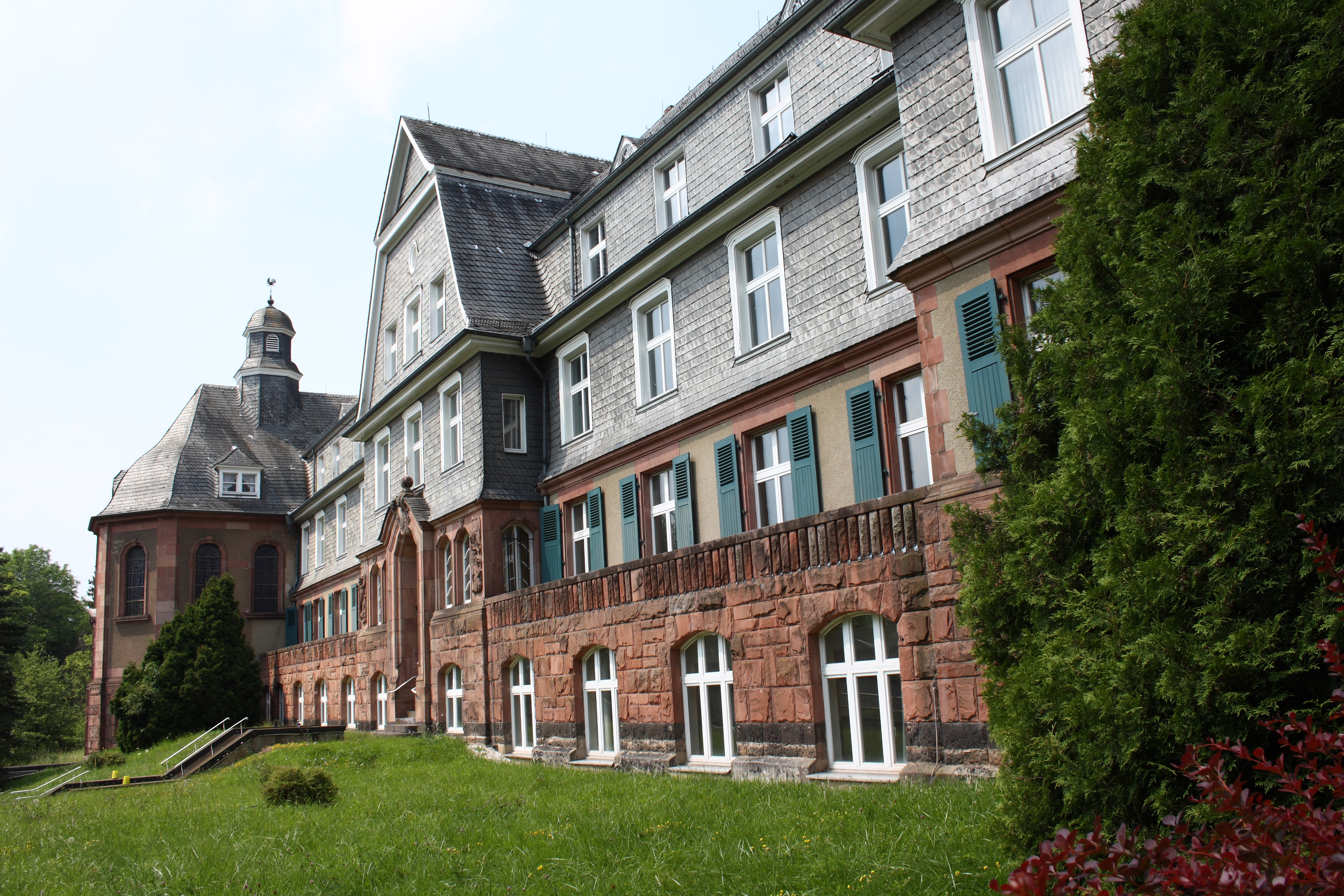
Ehemaliges Herz-Jesu-Kloster
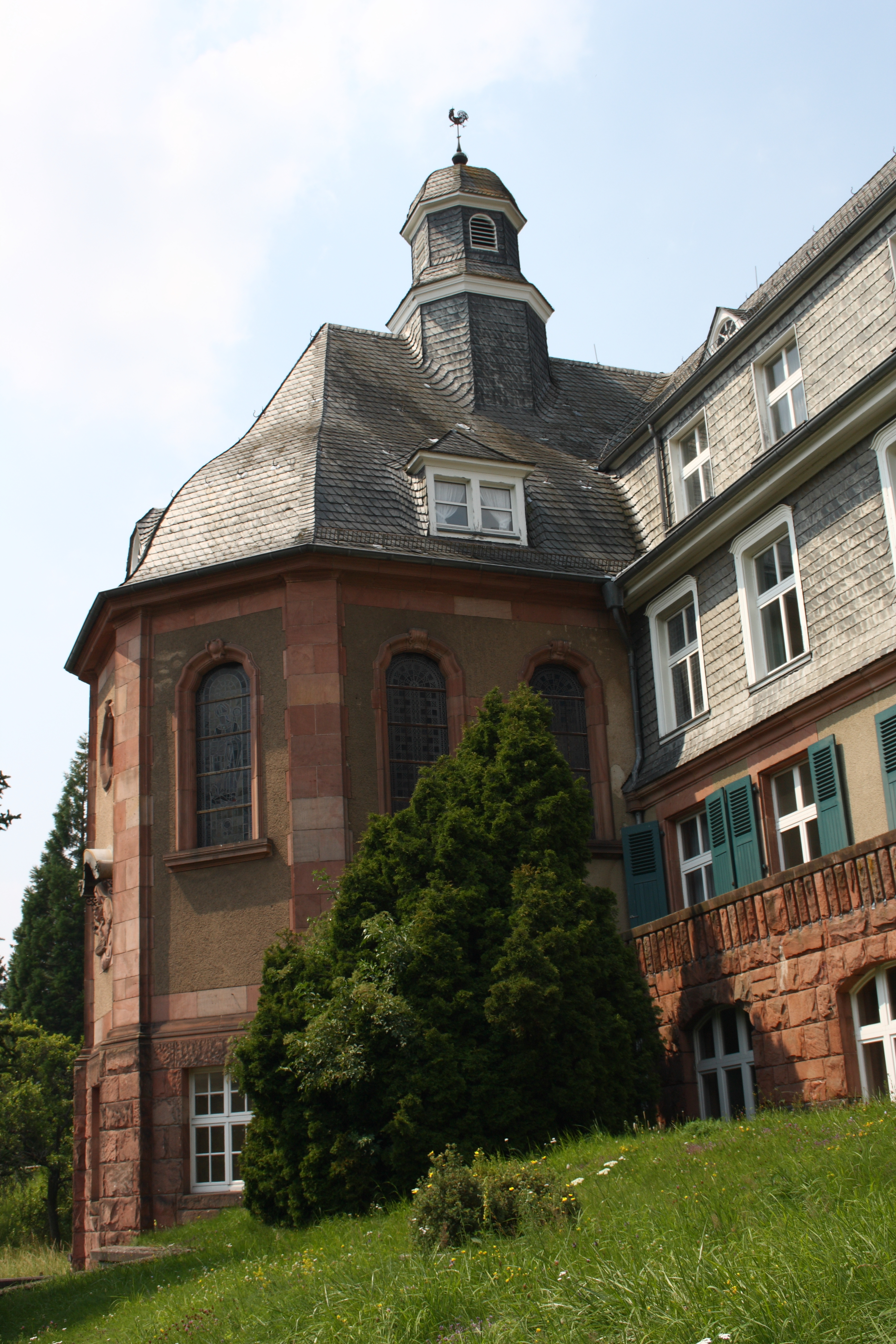
Kapelle des ehemaligen Herz-Jesu-Klosters
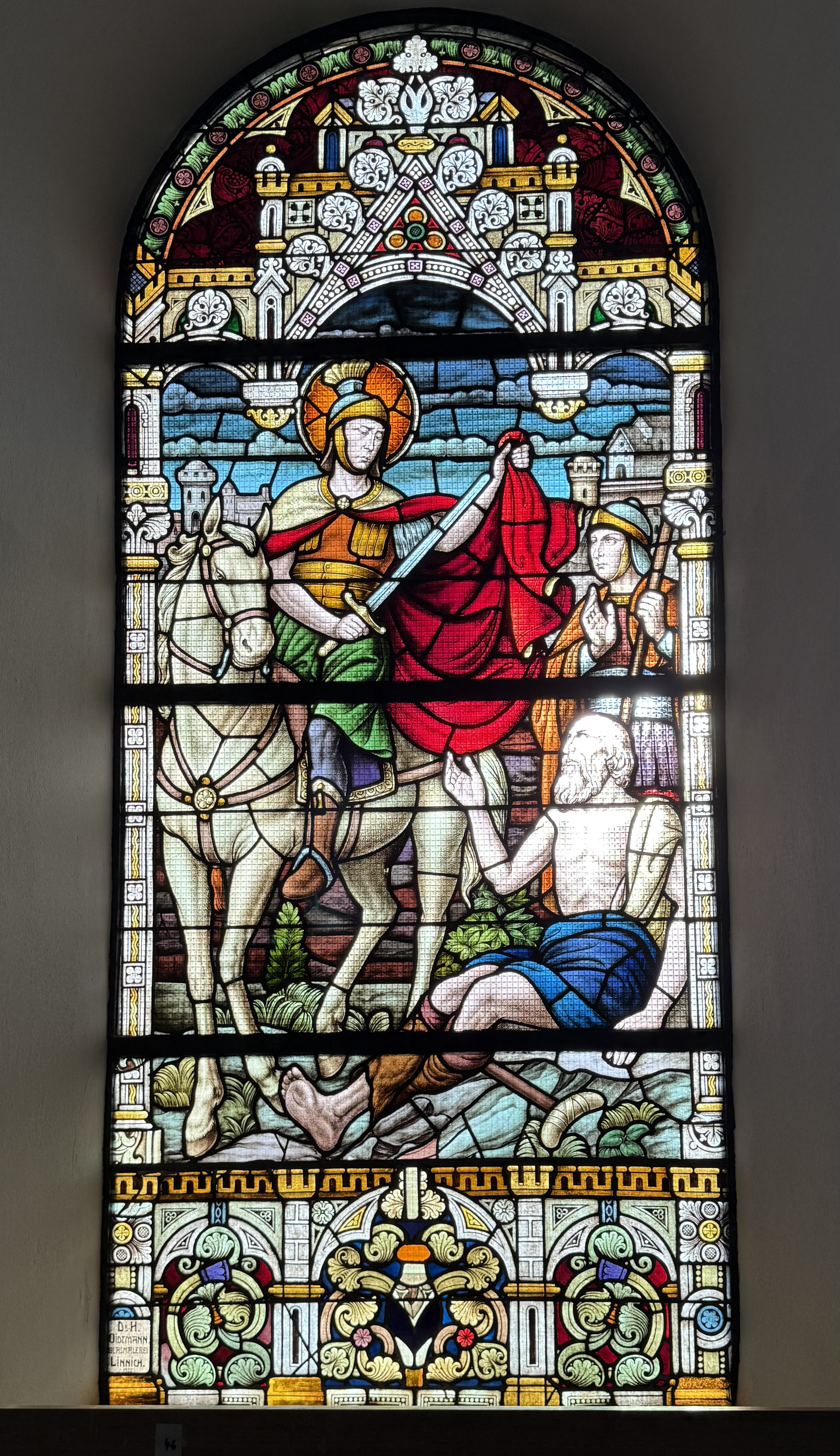
St. Martin Fenster

### Zeit des Nationalsozialismus
Auch aus der Zeit des Nationalsozialismus stammen einige Bodendenkmäler: In der Gemarkung Zingsheim können so auf dem Willenberg und dem Ottenberg heute noch Überreste von Bunkern und Flakstellungen besichtigt werden (vgl. Deutsche Grundkarte im Maßstab 1: 5000).
Zwischen den Orten Tondorf und Falkenberg befinden sich noch Überreste zweier Abschussbasen der V1. Diese Feuerstellung wurde im November 1944 in Betrieb genommen, konnte jedoch infolge eines am 29. November 1944 eingetretenen Schadens keine V1 mehr verschießen.

## Geschichte des Ortes Nettersheim

### Römische Zeit
Schon in römischer Zeit gab es in der Gemarkung und der Gemeinde Nettersheim Siedlungen. Dies belegen, wie schon im Abschnitt „Archäologie“ erwähnt, viele archäologische Bodendenkmäler. Die eindrucksvollste und größte Siedlung aus dieser Zeit in der Gemeinde ist der römische Vicus, der von der Görresburg bis zum Steinrütsch reichte und wahrscheinlich Marcomagus hieß.

### Mittelalter
Vermutlich wird Nettersheim erstmals 867 als „nefresheim“ in einer Urkunde König Lothars II. erwähnt. Dann wird der Ort wieder im Jahre 893 als „nettersheym“ im Besitzverzeichnis der Abtei Prüm genannt. Ausgangswort war wohl *Niftherisheim in der Bedeutung ‚Siedlung des Niftheri‘.
Auch in Nettersheim waren im Mittelalter die Besitzverhältnisse von der Grundherrschaft bestimmt. Das bedeutendste Nettersheimer Geschlecht waren die Ritter von Nechtersheim. Ihre Wasserburg ist noch in der Tranchotkarte eingezeichnet und lag in der Nähe der Mündung des Genfbachs in die Urft. Durch den Bau der Eisenbahn im 19. Jahrhundert verschwanden die übriggebliebenen Reste der Burg endgültig, ihre Fundamente liegen heute unter der Eisenbahntrasse und dem östlich der Bahn gelegenen Parkplatz.

### 19. Jahrhundert

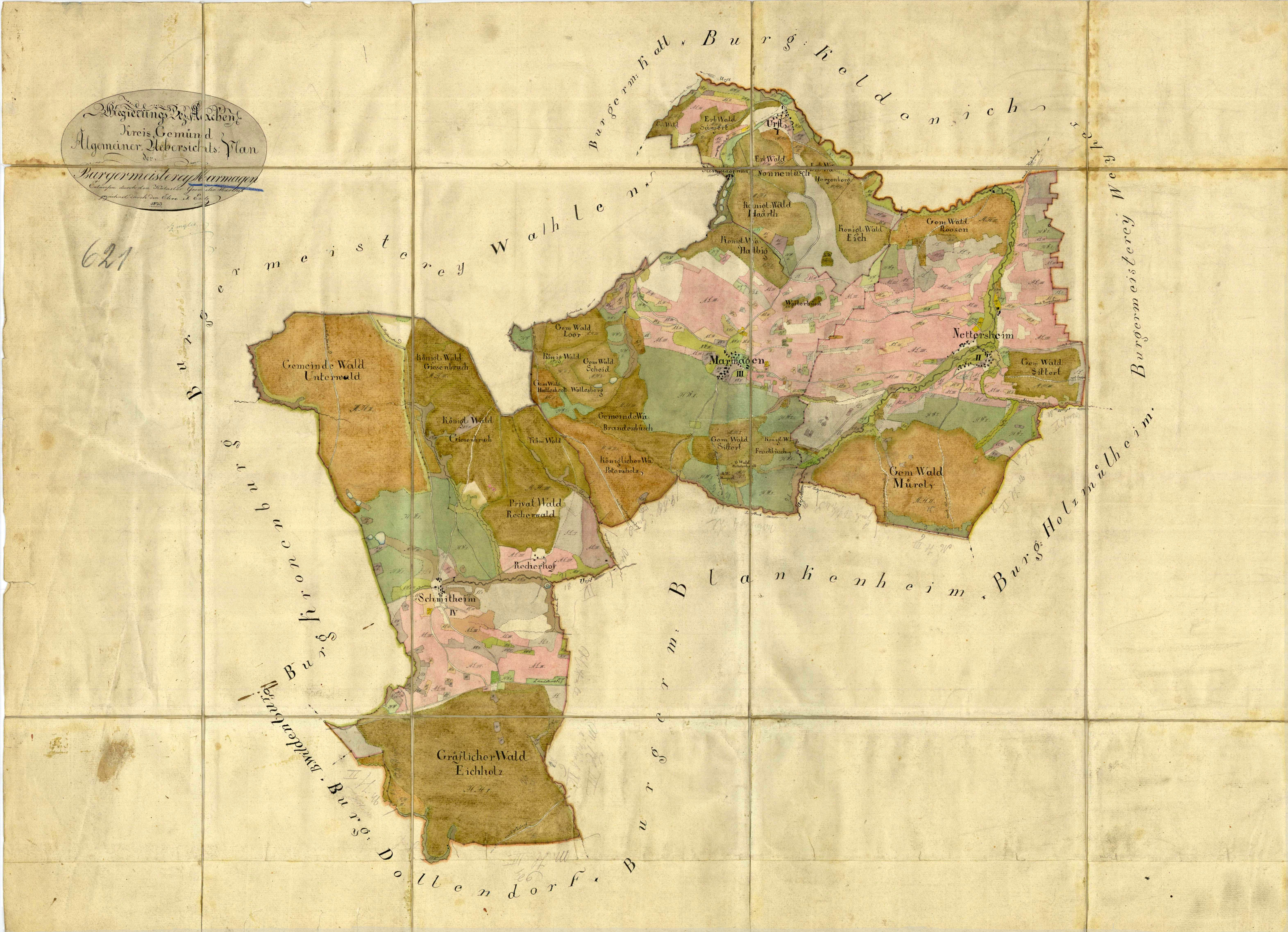
Bürgermeisterei Marmagen um 1823

Während der französischen Besetzung des Rheinlandes nach 1794 gehörte der Ort Nettersheim zum Kanton Blankenheim im Département de la Sarre.
Das 19. Jahrhundert war in der Eifel oft von Not und Hunger geprägt. Zudem brannte am 19. und 20. Dezember 1862 verursacht durch Brandstiftung ein großer Teil des Ortes nieder.
1870 wurde der Ort Nettersheim durch die Freigabe des Bahnverkehrs Bahnstation.
1894 eröffnete der Gutsbesitzer und Eigentümer des Gutshofes Heinrich-Sophia-Burg Meller in Nettersheim eine Kneipp’sche Kuranstalt, die aber nur ein paar Jahre betrieben wurde. Man warb damals mit dem Namen „Bad Nettersheim“, ab 1902 nur noch mit „Luftkurort Nettersheim“. Die Familie Meller hatte bereits 1850 die Ruine der Nettersheimer Wasserburg erworben, ließ sie 1857 sprengen und erbaute mit dem dadurch gewonnenen Baumaterial den Gutshof Heinrich-Sophia-Burg.

### Zeitgeschichte
1920 wurde der Bau des Herz-Jesu-Klosters (50° 29′ 42″ N, 6° 38′ 4″ O) abgeschlossen, das vom Cellitinnen-Orden in Auftrag gegeben worden war. Das Kloster diente auch der Erholung für Kinder aus der Stadt, für Kriegsversehrte und Kriegshinterbliebene. Die Gebäude sind ein Werk des Kölner Architekten Thomas Klee.

### Eingemeindungen
Am 1. Juli 1969 wurden die bis dahin eigenständigen Gemeinden Bouderath, Buir, Engelgau, Frohngau, Holzmülheim, Marmagen, Pesch, Roderath, Tondorf und Zingsheim eingegliedert.

## Politik
Die Gemeindeverwaltung befindet sich im Ortsteil Zingsheim.

### Gemeinderat
Bei der Kommunalwahl am 13. September 2020 ergab sich für die Periode 2020–2025 nebenstehende Sitzverteilung im Gemeinderat.

### Bürgermeister
Wilfried Pracht (CDU) wurde erstmals 2004 als einziger Kandidat zum Bürgermeister gewählt. 2009 wurde er mit 82,7 Prozent und 2015 mit 82,1 Prozent der Stimmen wiedergewählt, jeweils ohne Gegenkandidaten. Nachdem er schon Ende 2019 erklärt hatte, dass er für eine weitere Legislaturperiode nicht mehr kandidieren wolle, wurde Pracht bei der Bürgermeisterwahl 2020 von Norbert Crump (CDU) abgelöst.

### Gemeindepartnerschaft
Partnergemeinde ist die in der Region Flandern gelegene belgische Gemeinde Zutendaal.

### Wappen und Flagge

Wappen
Rechteckige Flagge
Banner
Quadratische Flagge

Der Gemeinde ist mit Urkunde des Regierungspräsidenten vom 12. August 1974 das Recht zur Führung eines Wappens, eines Siegels und einer Flagge verliehen worden.
| | Wappen |
| | Blasonierung: „Halb gespalten und geteilt von Gold (Gelb), Silber (Weiß) und Blau; vorn oben in Gold (Gelb) ein rotbewehrter und bezungter schwarzer Löwe, hinten in Silber (Weiß) ein durchgehendes schwarzes Balkenkreuz; unten in Blau sechs (3:2:1) silberne (weiße) Seeblätter.“ |
| Wappenbegründung: Das Gemeindewappen besteht nach § 2 der Hauptsatzung der Gemeinde aus drei Bestandteilen. Der Löwe stammt aus dem Wappen des Herzogtums Jülich und das schwarze Balkenkreuz von Kurköln, die sechs silbernen Seeblätter auf blauem Grund waren das Wappen der Ritter von Nechtersheim. | |

Flagge
Die Gemeindeflagge, die am 12. August 1974 vom Oberkreisdirektor genehmigt wurde, hat nach der Hauptsatzung die Farben „Blau-Weiß“ und zeigt das Gemeindewappen.
Die Hissflagge ist entweder als quadratisches oder querrechteckiges Tuch (Seitenverhältnis 5:3, Wappenschild auf der Drittelteilungslinie) ausgeführt, das Banner als hochrechteckiges Tuch (Seitenverhältnis 3:5).

## Sagen und Legenden
In den Erzählungen aus den Dörfern der Gemeinde Nettersheim führt man die Kirchtürme von Zingsheim und Tondorf und die Ahekapelle auf römische Wachtürme zurück. Die Kirchen von Bouderath, Frohngau und Tondorf sollen Erzählungen nach an der Stelle einstiger heidnischer Kultstätten stehen. Auch der aus der römischen Zeit stammende Heidentempel in Pesch und der am Grünen Pütz beginnende und als Werk des Teufels mit „Düwelsoder“ bezeichnete Römerkanal ist Gegenstand von Sagen.
Weitere Themen von Sagen aus der Gemeinde sind unterirdische Gänge und Wasserläufe, Zwerge, Wegkreuze und die Tempelritter. Auch Feen, Juffern genannt, spielen eine Rolle in den Erzählungen der Gemeinde Nettersheim.
Eine der eindrucksvollsten Legenden aus dem Dorf Nettersheim ist die vom „Wunder am Eschepütz“. Als im zehnten Jahrhundert die Gebeine des heiligen Potentinus und seiner Söhne Felicius und Simplitius von Karden nach Steinfeld überführt wurden, soll die Prozession in Nettersheim Rast gemacht haben. Menschen versammelten sich, auch ein dem Heidentum anhängender Mann kam hinzu. Er forderte eine Quelle als Glaubensbeweis, die auch sofort durch ein göttliches Wunder entsprungen sein soll. Diese Quelle soll den Namen „Potentinus-Brunnen“ oder „Eschepütz“ bekommen haben.

## Wirtschaft und Infrastruktur
Vor allem die relativ fruchtbaren Flächen der Sötenicher und Blankenheimer Kalkmulde dienen der Landwirtschaft als Acker- und Grünland. Große Teile des übrigen Gemeindegebietes werden forstwirtschaftlich genutzt.
Die Gemeinde ist mit dem Holzkompetenzzentrum Rheinland Partner der Europäischen Holzroute.
Im Süden von Zingsheim befindet sich ein Gewerbegebiet. Ein wichtiger Arbeitgeber ist mit der in Marmagen gelegenen, 2020 wegen Insolvenz geschlossenen Eifelhöhen-Klinik leider verloren gegangen.

### Verkehr

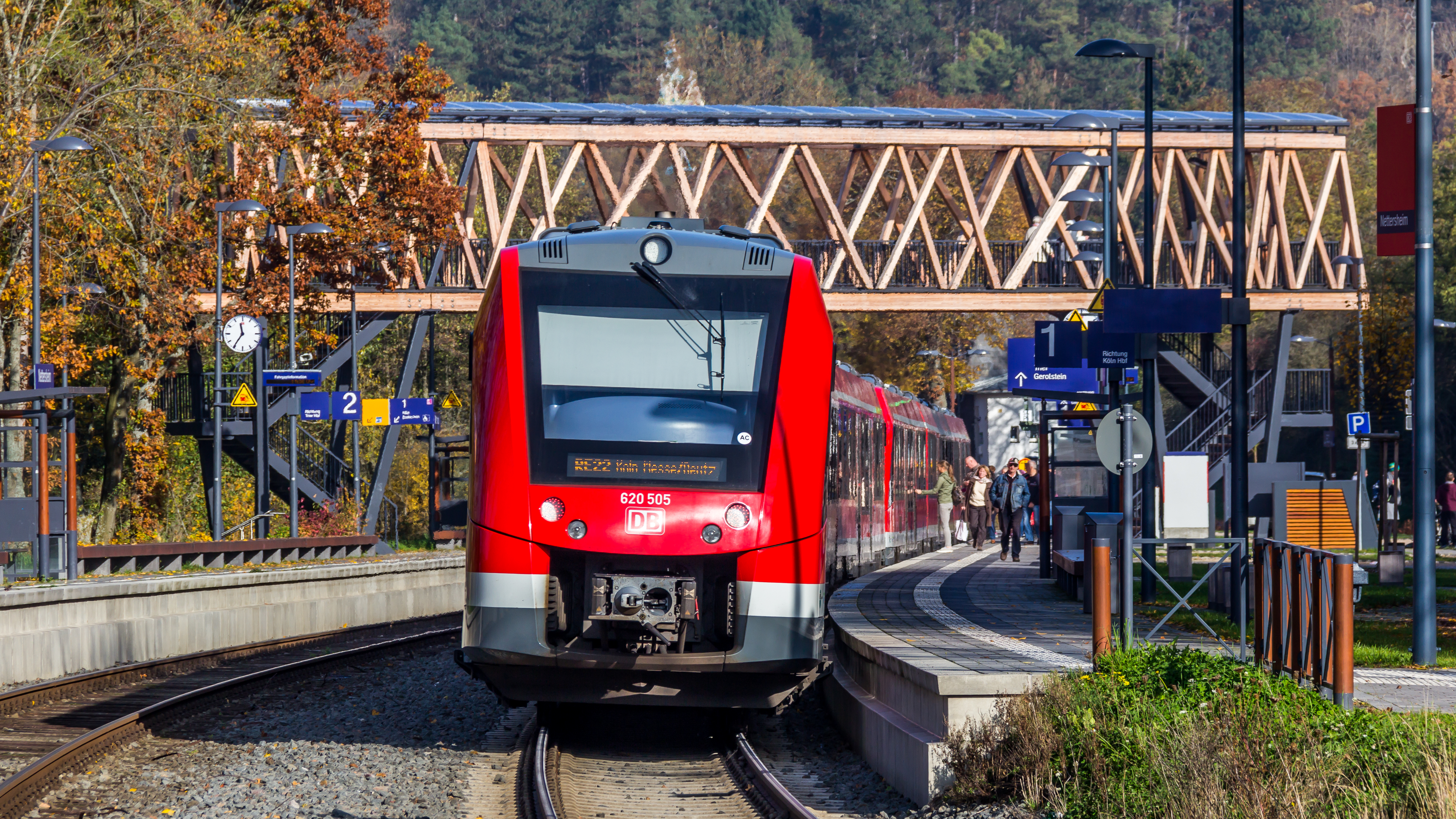
RE 22 im modernisierten Bahnhof Nettersheim

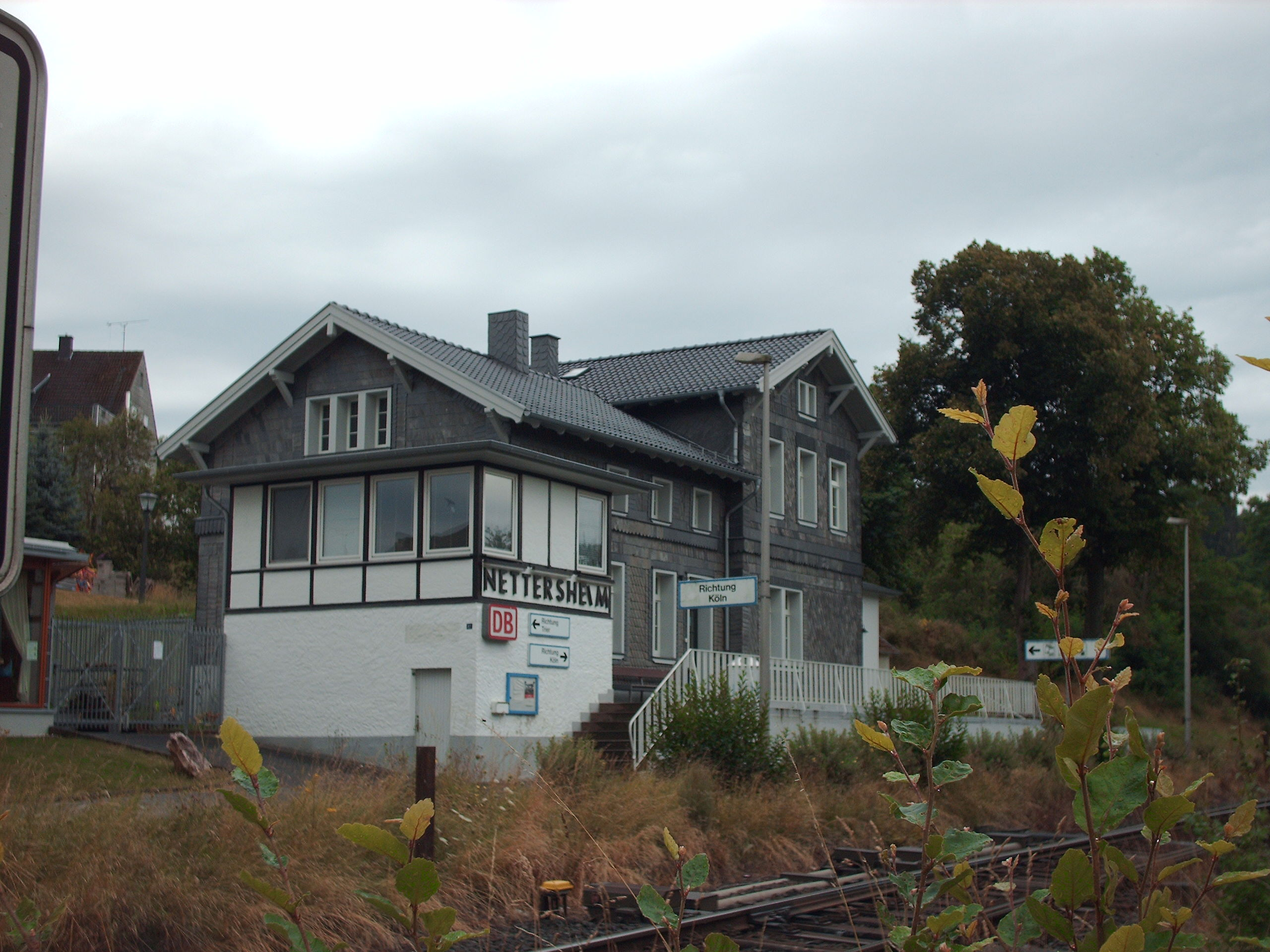
Kulturbahnhof (kuba) Nettersheim

Der Bahnhof Nettersheim liegt zentral im Ort an der Eifelbahn (Köln–Euskirchen–Gerolstein–Trier).
Es fahren:
| Linie       | Linienverlauf | Takt          |
| ----------- | --- | ------------- |
| RE 22 RB 22 | Eifel-Express: Köln Messe/Deutz – Köln Hbf – Köln West – Köln Süd – Erftstadt – Weilerswist – Euskirchen – Mechernich – Kall – Urft (Steinfeld) – Nettersheim – Blankenheim (Wald) – Schmidtheim – Dahlem (Eifel) – Jünkerath – Lissendorf – Oberbettingen-Hillesheim – Gerolstein (Gattungswechsel RE/RB) – Birresborn – Mürlenbach – Densborn – Usch/Zendscheid – St. Thomas – Kyllburg – Bitburg-Erdorf – Hüttingen – Philippsheim – Speicher – Auw an der Kyll – Daufenbach – Kordel – Ehrang – Pfalzel – Trier Hbf (aufgrund von Hochwasserschäden längerfristig im Schienenersatzverkehr zwischen Kall und Gerolstein) Stand: April 2023 | 60 min        |
| RB 24       | Eifel-Bahn: Köln Messe/Deutz – Köln Hbf – Köln West – Köln Süd – Hürth-Kalscheuren – Brühl-Kierberg – Erftstadt – Weilerswist – Weilerswist-Derkum – Euskirchen-Großbüllesheim – Euskirchen – Satzvey – Mechernich – Scheven – Kall – Urft (Steinfeld) – Nettersheim – Blankenheim (Wald) – Schmidtheim – Dahlem (Eifel) – Jünkerath – Lissendorf – Oberbettingen-Hillesheim – Gerolstein (aufgrund von Hochwasserschäden längerfristig im Schienenersatzverkehr zwischen Kall und Gerolstein) Stand: April 2023 | einzelne Züge |

Der Schienenpersonennahverkehr wird von der DB Regio NRW durchgeführt, die Diesel-Triebwagen des Typs Alstom Coradia LINT für Geschwindigkeiten bis zu 120 km/h einsetzt.
Im Zuge von Rationalisierungsmaßnahmen wurde am 26. März 2010 das mechanische Stellwerk geschlossen und an das bereits im Januar 2006 erbaute elektronische Stellwerk (EStw) in Gerolstein angebunden. Seitdem ist der Bahnhof Nettersheim nicht mehr mit Bahnpersonal besetzt.
Busverbindungen bestehen mit den Linien 770, 820 und 821 der RVK nach Bad Münstereifel, Marmagen und Buir.
| Linie | Verlauf |
| ----- | --- |
| 770   | Wanderbus (nur samstags, sonn- und feiertags von April bis Oktober): Kall Bf – Urft Bf – Steinfeld – Nettersheim Bf – Marmagen – Blankenheim (Wald) Bf – Blankenheim Busbf – Blankenheim Rathaus – (Ripsdorf ← Alendorf ←) Mirbach |
| 820   | MiKE (außer im Schülerverkehr): Bouderath – Roderath – Frohngau – Holzmülheim – Buir – Tondorf – Engelgau – Zingsheim – Nettersheim Bf – Marmagen – Bahrhaus                                                                       |
| 821   | MiKE (außer im Schülerverkehr): Bad Münstereifel Bf – Bad Münstereifel Eifelbad – Nöthen – Gilsdorf – Pesch – Zingsheim – Nettersheim Bf                                                                                           |

Für den gesamten öffentlichen Personennahverkehr gilt der regionale Tarif des Verkehrsverbundes Rhein-Sieg (VRS) und der NRW-Tarif.

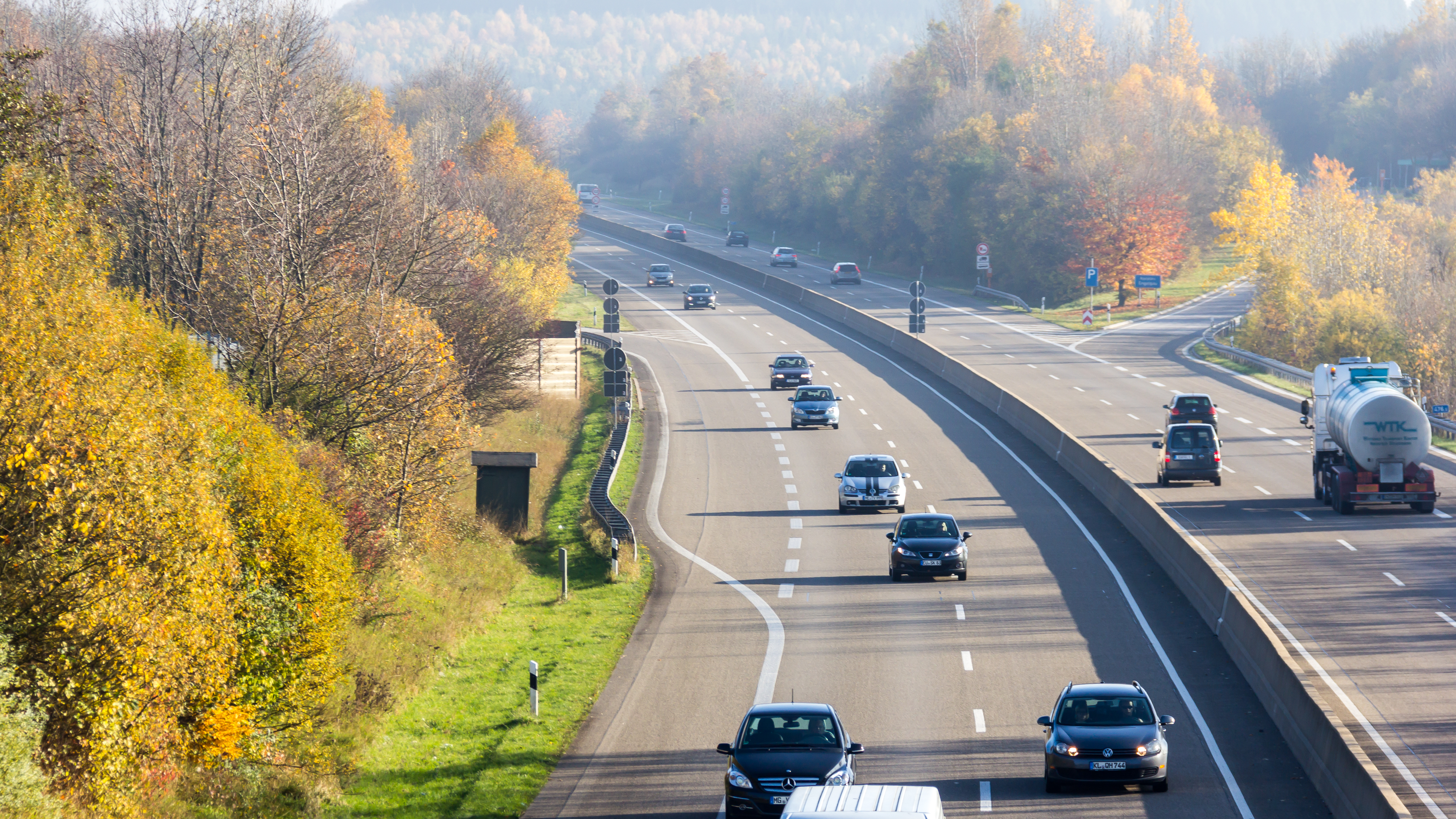
A 1 westlich Nettersheim-Engelgau, Fahrtrichtung Süden

Durch das Gemeindegebiet verläuft die Eifelautobahn (A1) mit den Anschlussstellen Nettersheim (113) und Blankenheim (114) nahe dem Ortsteil Tondorf. Bei Zingsheim verläuft die A 1 über die 820 m lange Talbrücke Zingsheimer Wald.
In der Nachbargemeinde Dahlem befindet sich in etwa 12 km Entfernung der Verkehrslandeplatz Dahlemer Binz.

### Tourismus
Nettersheim ist für den sanften Natur- und Wandertourismus sowie ausgiebige Lauf- oder Fahrradtouren bekannt. Sehenswert im Ort Nettersheim sind das Naturzentrum Eifel und der landwirtschaftliche Museumshof in der Bahnhofstraße 7, wo die Geschichte der Entwicklung der Landwirtschaft von der reinen Handarbeit bis zum modernen Mähdrescher durch viele Objekte, aber auch durch Bilderreihen erlebbar und verzeichnet ist. In der Nähe liegen die Mannenberghöhlen.
Neben Hotels, Pensionen, Ferienhäusern und -wohnungen gibt es auch Unterkünfte für Gruppen und Schulklassen:
- Nettersheim bietet besonders für Gruppen und Schulklassen preiswerte Unterkunftsmöglichkeiten in einem Jugendgästehaus, auf einem Jugendzeltplatz und in einem Selbstversorgerhaus an.
- Für Wohnmobilreisende steht ein Reisemobil-Stellplatz zur Verfügung.

Neben Wanderwegen zu bestimmten Themen wie Geologie, Archäologie oder Natur rund um Nettersheim führen auch längere Strecken durch Nettersheim:
- So beginnt in Nettersheim der 2012 erneuerte Römerkanal-Wanderweg entlang der Eifelwasserleitung bis Köln.[73]
- Auch der Eifelsteig, ein Wanderweg von Aachen nach Trier, führt von Steinfeld kommend am Grünen Pütz vorbei nach Nettersheim und dann weiter nach Blankenheim.

Durch den Ort führen die Radfernwege:
- Eifel-Höhen-Route, der als Rundkurs um und durch den Nationalpark Eifel verläuft.
- Tälerroute, sie erschließt touristisch interessante Orte in Nordrhein-Westfalen auf familienfreundlicher Strecke.

### Telefonvorwahlen
Nettersheim hat die Vorwahl 02486. Abweichend gelten in Bouderath die Vorwahl 02253, in Buir, Frohngau und Tondorf die 02440 sowie in Pesch die 02484.